# Daniel Paris
Daniel Afshinnejad, mer känd som Daniel Paris, född 26 juli 1988 i Järfälla församling, Stockholms län, är en svensk bloggare och föreläsare.
, skådespelare, konferencier och programledare.  Han vann den första säsongen av den svenska realityserien Ung och bortskämd 2010 på SVT. Han medverkade en tid i radio- och TV- programmet Vakna med The Voice torsdagar varje vecka. Han tilldelades priset "Årets toppblogg" 2010 på Finest Awards och "Årets Snapchat" på Social Media Party 2016. Paris utsågs även till en av "Sveriges mäktigaste unga" 2015, 2016, 2017 och 2018.
Daniel Paris utgav i september 2011 en kokbok, "Daniels kokbok-Första hjälpen i köket", vars syfte är att hjälpa och förenkla vardagen för ungdomar utanför föräldrahemmet. År 2021 gav han ut den normkreativa barnboken "Edith, Alex och enhörningarna"
Han gjorde sin skådespelardebut i den komiska skräck-miniserien Den sista dokusåpan som hade premiär på TV6 2012. Sen dess har han spelat roller i Elsas Värld på TV3 och Filter på Viafree Han har även dubbat flera roller i tecknad film och tv-serier, bland annat Svampbob
Daniel Paris var även konferencier för Rockbjörnen 2012 Aftonbladet och programledare för OMG Aftonbladet 2012 och en del av morgongänget på Vakna med NRJ tillsammans med Ola Lustig och Ellen Bergström i över ett år.
Han medverkade i Kaka på kaka på SVT och var även med och ledde Aftonbladets musikpris Rockbjörnen 2013 tillsammans med Sanna Bråding.
Daniel Paris ses ofta i Efter Fem och Nyhetsmorgon där han pratar om sociala medier, virala snackisar, trender och nyheter/uppdateringar inom internet.
I flera år har han verkat som vinstutdelare från Postkodlotteriet i TV4, en roll som han per den 28 oktober 2024 fortfarande har.

## Böcker
- 2011 - Daniels kokbok-Första hjälpen i köket[7]
- 2021 - Edith, Alex och enhörningarna[11]

## TV
- Kanal 5 / Discovery+ - Smartare än en femteklassare
- Kanal 5 / Discovery+ - Kompani Svan
- TV6 - Den sista dokusåpan
- SVT 1 - Ung och bortskämd
- TV6 - Waterwörld
- Kanal 5 - Vakna med The Voice
- SVT 1 - Svt Debatt
- SVT 1 - Kaka på kaka
- SVT 1 - AnaGina Show
- TV4 - Fångarna På Fortet
- TV4 - Postkodlotteriet
- TV4 - Nyhetsmorgon
- TV4 - Efter Fem